# Isak Martin Winge
Isak Martin Winge, född 16 december 1793 i Stockholm, död 1857 i Uppsala, var en svensk präst och läroboksförfattare. Han var far till Mårten Eskil Winge.
Winge blev 1809 student och 1815 filosofie magister i Uppsala, prästvigdes 1818 samt blev kollega vid Maria högre lärdomsskola 1821, rektor vid Jakobs högre apologistskola 1833, kyrkoherde i Länna och Blidö pastorat (ärkestiftet) 1834 samt i Knutby och Faringe 1854. Han fick titeln prost 1843. Winge författade bland annat Läse- och lärobok för folkscholor (2 band, 1828; 3:e upplagan 1847; 4:e upplagan av band I, 1859), Berättelser ur fäderneslandets historia (1830-31; 3:e upplagan 1842), Lärobok i allmänna och svenska historien för begynnare (1834; 3:e upplagan, i 2 delar, 1839; 6:e upplagan I, 1872), Lärobok i geographie och historia för folkskolor och nybörjare (2 delar, 1841; I, 19:e upplagan 1875; II, 16:e upplagan 1879; översättning till norska 1851).